# برایسون (تگزاس)
برایسون، تگزاس(به انگلیسی: Bryson, Texas) شهری در ایالت تگزاس از ایالات جنوبی ایالات متحده آمریکا است. در سرشماری سال ۲۰۰۰، جمعیت این شهر ۵۲۸ نفر اعلام شد.